# Mireille Balin

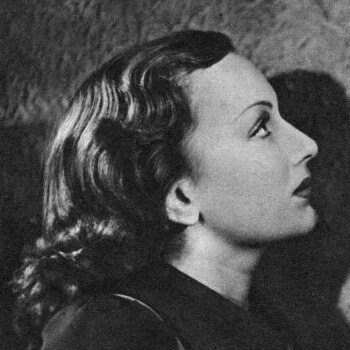
Mireille Balin, 1940 (Filmstill)

Mireille Balin (* 20. Juli 1909 in Monte Carlo, Monaco; † 9. November 1968 in Clichy; gebürtig Blanche Mireille Césarine Balin) war eine französische Schauspielerin. Nach ihrem Aufstieg zur Hauptdarstellerin verstrickte sie sich in der Kollaboration, was ihre schauspielerische Laufbahn zu Fall brachte.

## Leben
Mireille Balin, die Tochter eines Monegassen und einer Italienerin, arbeitete zunächst als Verkäuferin, dann als Mannequin in Paris. Dort wurde sie 1932 von dem österreichischen Regisseur G. W. Pabst für den Film entdeckt. Er gab ihr die Rolle der Dulcinea in seiner Romanadaption Don Quichotte.
Balin entwickelte sich rasch zu einer renommierten Schauspielerin des französischen Films, vorwiegend als mondäne Femme fatale. In Pépé le Moko – Im Dunkel von Algier spielte sie die verführerische französische Geliebte des Hauptdarstellers Jean Gabin. In Nächte in Neapel trat sie zusammen mit ihrem damaligen Lebensgefährten Tino Rossi auf, in Der Herzensbrecher erneut mit Gabin.
Ihre Lebenspartner wechselte sie zur Freude der Regenbogenpresse mehrmals. Zeitweise war sie die Geliebte des Ministers und Zeitungsbesitzers Raymond Patenôtre. Dieser schenkte ihr unter anderem ein Stadthaus und eine Yacht namens Trémora mit neun Kabinen und 29 Mann Besatzung. Auch ihre amouröse Verbindung mit Tino Rossi wurde in der Regenbogenpresse intensiv besprochen. Balin äußerte sich nie zur Politik, schien aber eine Anhängerin der rechten Prämisse gewesen zu sein, dass es eine „Ordnung“ geben müsse. 1940 wirkte sie in der italienischen Produktion Alkazar mit, in der Regisseur Augusto Genina das spanische Franco-Regime heroisierte. In dieser Zeit beendete sie das längere Verhältnis mit Rossi.
Als die Deutschen im Zweiten Weltkrieg in Paris einmarschierten, requirierten sie ihre Wohnung, worauf Balin an die Côte d’Azur zog und erst Anfang 1941 nach Paris zurückkehrte. Häufig war sie nun zu Gast bei den Veranstaltungen an der deutschen Botschaft. Unter der deutschen Besetzung Frankreichs lernte sie bei einer Einladung von Botschafter Otto Abetz 1942 Birl Deissböck (auch Birl Desbok) kennen, einen einige Jahre jüngeren österreichischen Offizier an der deutschen Botschaft. Die „zweite Liebe ihres Lebens“ kam aus Wien. Fortan zeigte sie sich mit ihm bei etlichen Empfängen. Sie gingen sogar an die Feste des Berufskriminellen Henri Lafont und seiner Hilfskräfte der Gestapo, in die Zentrale der Carlingue.
Vor der Befreiung durch die Alliierten im Sommer 1944 floh sie zusammen mit ihm aus Paris in Richtung Italien. Ihr letzter dokumentierter Aufenthalt in Paris ist der März 1944, als sie an der Filmnacht im Gaumont-Palace teilnahm. Die beiden wurden am 28. September in ihrem Versteck in Beausoleil oberhalb von Monaco durch die Forces françaises de l’intérieur (FFI) gefangen genommen. Balin wurde nach Schlägen und Vergewaltigungen in Nizza und anschließend im Gefängnis Fresnes inhaftiert. Ihr Begleiter war seit der Nacht ihrer Misshandlung spurlos verschollen.
Am 3. Januar 1945 wurde sie gegen eine Kaution entlassen. Ihre Wohnung fand sie verwüstet vor und ihr Schmuck war verschwunden. Sie erhielt ein einjähriges Berufsverbot der Commission d’Épuration. Auch der Vorwurf der „Horizontalen Kollaboration“ stand im Raum. Danach konnte sie nur noch einen Film drehen und ihre Karriere nicht mehr fortsetzen. Sie zog sich, auch wegen ihres schlechten Gesundheitszustandes, in das Privatleben zurück. Ihre letzten Lebensjahre litt sie an Armut, Krankheiten und Alkoholproblemen. Die Nacht ihrer Festnahme hatte sie dauerhaft traumatisiert. Sie starb am Morgen des 9. November 1968 in einem Krankenhaus in Clichy bei Paris. Ihre Grabstätte befindet sich auf dem Friedhof Saint-Ouen bei Paris.

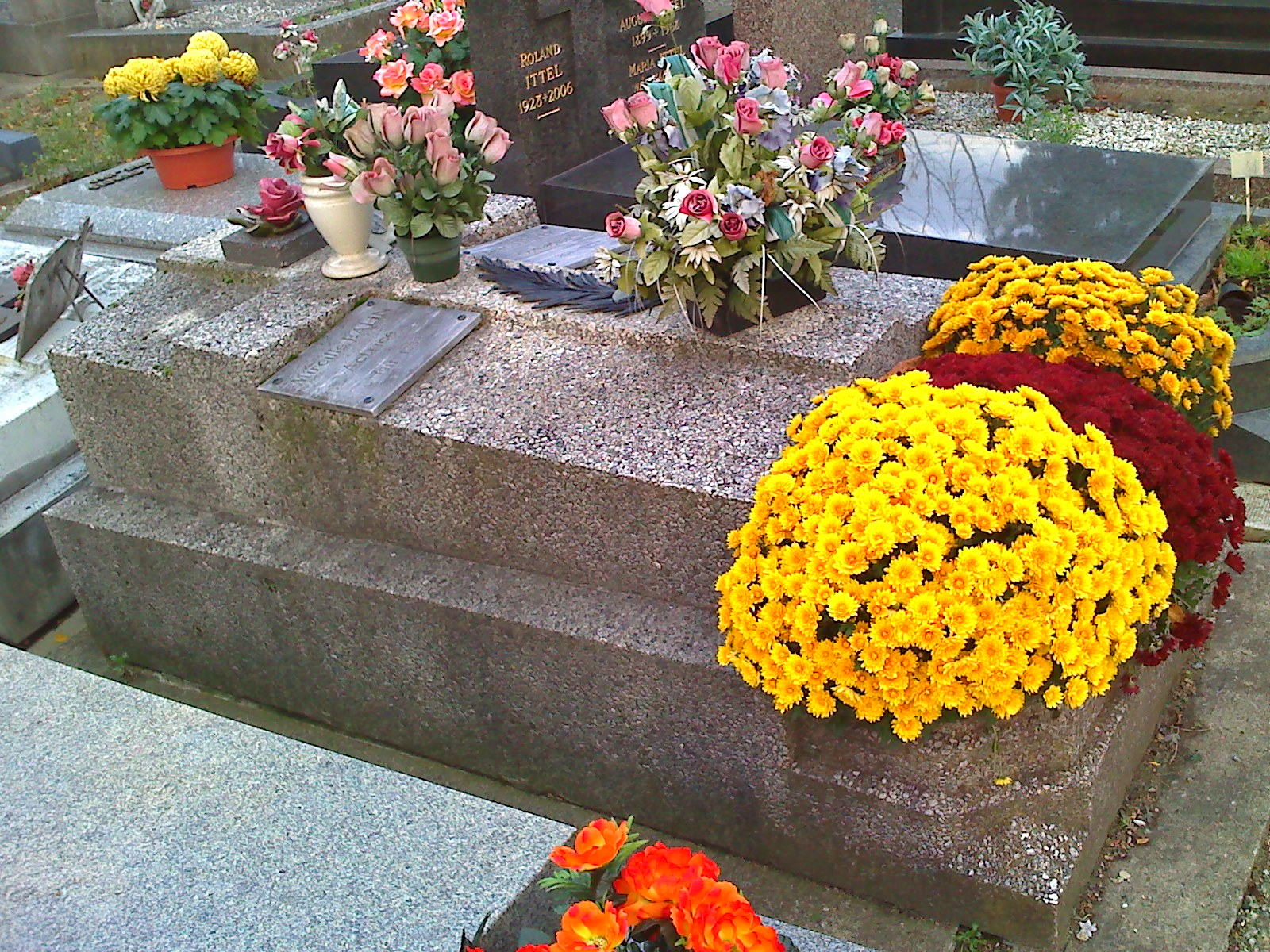
Grab von Mireille Balin

## Filmografie
- 1933: Don Quichotte (Don Quijote)
- 1933: Le sexe faible
- 1933: Adieu les beaux jours
- 1934: On a trouvé une femme nue
- 1934: Vive la compagnie
- 1934: Si j’étais le patron
- 1935: Marie des angoisses
- 1936: Le roman d’un spahi
- 1936: Jeunes filles de Paris
- 1936: Pépé le Moko – Im Dunkel von Algier (Pépé le Moko)
- 1937: Der Herzensbrecher (Gueule d’amour)
- 1937: Nächte in Neapel (Naples au baiser de feu)
- 1937: La Vénus de l’or
- 1938: Le capitaine Benoît
- 1939: Coups de feu
- 1939: Terra di fuoco
- 1939: Cas de conscience
- 1939: Rappel immédiat
- 1940: Alkazar (L’assedio dell’Alcazar)
- 1940: Menaces
- 1941: Fromont jeune et Risler aîné
- 1942: Meine größte Liebe (La femme que j’ai le plus aimée)
- 1942: Die Spielhölle von Macao (Macao, l’enfer du jeu)
- 1942: Haut le vent
- 1942: Der letzte Trumpf (Dernier atout)
- 1942: L’assassin a peur la nuit
- 1943: Malaria
- 1947: La dernière chevauchée